# Soyaux Angoulême XV Charente
Soyaux Angoulême XV Charente este un club de rugby în XV din Angoulême, un oraș în estul Franței, în Charente.